# نادي بروكسي
نادي بروكسي الرياضي - Proxy SC هو نادي كرة قدم مصري يلعب في الدوري المصري القسم الثاني. تأسس النادي عام 2019 ويقع في مدينة أبو المطامير بمحافظة البحيرة. برئاسة الاستاذ/ فريد جليلة رئيس مجلس الادارة، والمهندس/ باسم بهاء لقيه نائب رئيس مجلس ادارة النادي.

#### التأسيس
تم تأسيس نادي بروكسي الرياضي سنة 2019 في محافظة البحيرة علي مساحة تبلغ 10 فـــدان علي طريق مصر إسكندرية الصحراوي - الكيلو 71 ،ويضم ملعب سباعي لكرة القدم علي مساحة 200 متر بمدرجات تستوعب اكثر من 250 فرد من الجمهور والمشجعين وحمام سباحة علي مساحة 100 متر بالإضافة إلي صالة العاب رياضية وفندق ومساحات ترفيهيه.
مجلس الأدارة
الاستاذ/ فريد جليله - رئيس مجلس الأدارة
المهندس/ باسم بهاء لقيه - نائب رئيس مجلس الأدارة
الجهاز الفني
الكابتن/ محمد حامد - المدير الفني 
الكابتن/ محمد خضر - مدير الكرة

الكابتن/ سعيد صبحي - المدرب العام

الكابتن/ دسوقي مصطفى - مدرب
الكابتن/ رجب صبري - مدرب

الكابتن/ ناصر عبد المهين - اداري
الدكتور/ محمد عبدالرسول - أخصائي تأهيل

الكابتن/ يسري عماد - أخصائي اصابات
الكابتن/ ميشيل ماجد - محلل أداء
الدكتور/ محمد أشرف - أخصائي تغذية 
الكابتن/ كريم محمد - محلل أداء
الاستاذ/ هشام محمد - ملابس وأدوات
المباريات السابقة
بروكسي 2 - 1 مكادي
بروكسي 3 - 0 جمهورية شبين
بروكسي 1 - 0 أسوان
بروكسي 1 - 1 بتروجيت
نادي وي 0 - 0 بروكسي
بروكسي 2 - 2 غزل المحلة